# Offenbach (album)
Pour les articles homonymes, voir Offenbach (homonymie).
Albums de Offenbach
Never Too Tender
(1976) Traversion
(1979)
Singles
1. Chu Un Rocker (mono)/Chu Un Rocker (stereo) (1977)
2. La Voix Que J'ai/Le Condamné À Mort (1977)modifier

Offenbach est le troisième album studio d'Offenbach, sorti en 1977. Ce fut le dernier avec Michel Willy Lamothe et Roger Wézo Belval, puisqu'ils quittèrent après la sortie de cet album pour rejoindre Pierre Harel et former Corbeau. Ils furent remplacés par Breen Leboeuf à la basse ainsi que  Pierre Lavoie et Pierre Ringuet à la batterie pour le prochain album Traversion publié en 1979.

## Liste des titres
1. Victoire d’amour
2. La Voix que j’ai
3. Rêve à Lachute
4. À l’envers
5. Dominus Vobiscum
6. Chu un rocker (Chuck Berry; Pierre Harel)
7. Le blues me guette
8. Le Condamné à mort
9. La Jeune Lune

## Musiciens
- Gerry Boulet : Claviers, chant, flûte traversière (3)
- Jean Johnny Gravel : Guitares, chœurs
- Michel Willy Lamothe : Basse, chœurs
- Roger Wézo Belval : Batterie

## Musicien additionnel
- André Proulx : Violon (5, 8)

## Production
- Réalisation : Ian Terry, Offenbach
- Prise de son : Ian Terry assisté de Louis Gauthier et Lucien Dubé
- Mixage : Ian Terry assisté de Louis Gauthier et Lucien Dubé
- Studio : Studio Tempo
- Producteur délégué : Claude Palardy